# 圭山寺
圭山寺，原名圭镜寺。位于云南省昆明市石林县圭山镇老圭山东坡，是一座佛教寺庙，距离石林县城47千米。

## 概述
圭山寺始建于明代，坐落在老圭山北山嘴上，建有三院。南院称大寺，因庙宇规模较大而得名；中为草庵；北为玄天阁。寺均为土木结构四合院，唯玄天阁耳楼加盖平台，通向寺院，供唱戏或观赏用。1967年文化大革命期间，被毁。之后经邻近的泸西县和路南县的佛教徒筹划集资重建。1980年代以后，开始举行佛事。